# 比利·麦康奈尔
比利·麦康奈尔（英語：Billy McConnell，1956年4月19日—），英国男子曲棍球运动员。他曾代表英国国家队参加1984年夏季奥林匹克运动会曲棍球比赛，结果队伍获得一枚铜牌。